# Dasharatha Maurya
Dasharatha (IAST: Daśaratha) a été empereur maurya de 232 a 224 av. J.-C.. Il était petit-fils de l'empereur Ashoka, et on considère généralement qu'il lui a succédé. Sous son règne, l'empire a décliné et plusieurs territoires ont fait sécession. Il a continué les politiques sociales et religieuses de son prédécesseur.
Dasharatha est mort en 224 BCE et Samprati lui a succédé.

## Famille
Dasharatha était un petit-fils du souverain maurya Ashoka. Il est communément admis qu'il lui a succédé, même si certaines sources, y compris le Vayu Purana  donnent différents noms et un autre ordre de succession pour les empereurs après Ashoka. Parmi les petits-fils de ce dernier, les deux plus fréquemment cités sont Samprati et Dasharatha. Celui-ci est décrit dans le Vishnu Purana comme étant le fils et successeur de Suyashas (un fils de l'empereur Ashoka). Il a été suggéré que Suyashas est une variante du nom du fils et héritier présomptif de l'empereur Ashoka, Kunala.

## Affaiblissement de l'empire

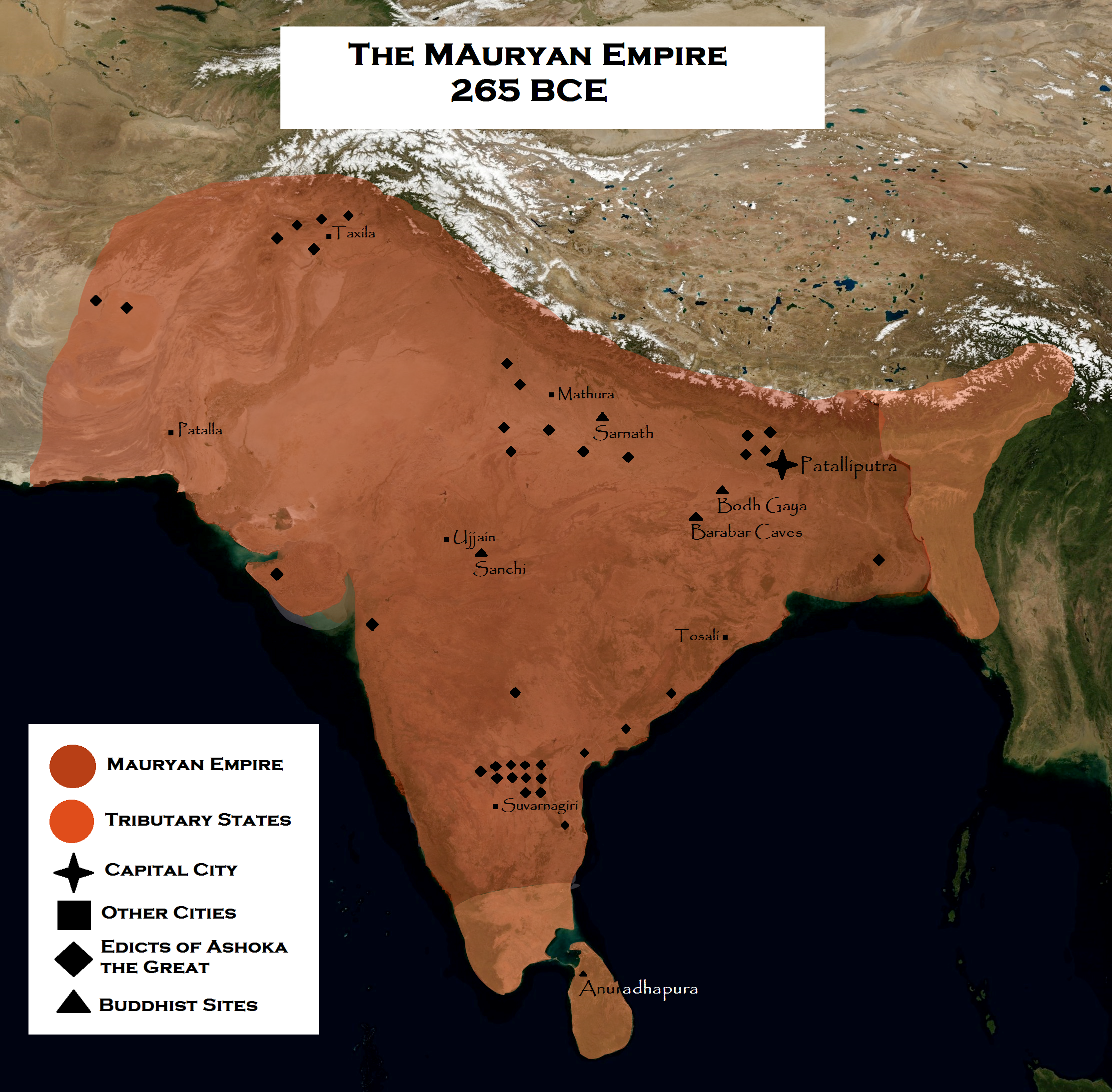
Empire maurya (en orange foncé) dans son étendue maximum sous Ashoka, avec ses vassaux (en orange clair). L'empire s'est rétréci sous Dasharatha et ses successeurs en quelques décennies.

Les historiens Vincent Smith et Romila Thapar ont formulé la théorie, qui a eu du succès, d'une division de l'Empire Maurya entre Kunala et Dasharatha après la mort de l'empereur Ashoka. Selon certaines sources, la division s'est faite entre Samprati et Dasharatha, ce dernier contrôlant les régions de l'est avec la capitale à Pataliputra, tandis que Samprati tenait la partie occidentale avec sa capitale à Ujjain. Cependant, Smith a également écrit qu'"il n'existe aucune preuve à l'appui de [cette] hypothèse.".
L'unité politique de l'Empire Maurya ne survit pas longtemps après la mort d'Ashoka. Un des oncles de Dasharatha, Jalauka, met en place un royaume indépendant au Cachemire. Selon Taranatha, un autre prince Maurya, Virasena s'est auto-déclaré roi au Gandhara. Vidarbha également fait sécession. Les sources grecques confirment la perte des provinces du nord-ouest, dirigées à cette époque par le souverain maurya Sophagasenus (Subhagasena, probablement un successeur de Virasena). On spécule aussi sur une possible division est—ouest de l'empire impliquant Dasharatha et un autre souverain Maurya. Des inscriptions semblent montrer que Dasharatha a conservé le pouvoir impérial au Magadha.
Diverses dynasties du sud , y compris les Satavahana avaient été vassales de l'Empire Maurya. Ces royaumes sont mentionnés dans les édits d'Ashoka (256 avant notre ère), mais ils profitaient sans doute d'un degré considérable d'autonomie. Dasharatha a été en mesure de maintenir le pouvoir sur les provinces centrales, mais les régions lointaines, y compris dans le sud du pays, ont rompu avec lui et réaffirmé leur indépendance. La dynastie Mahameghavahana de Kalinga , dans le centre-est de l'Inde a aussi rompu ses attaches après la mort de l'empereur Ashoka.

## Religion
Ashoka a affiché l'appui des dieux dans ses inscriptions ; bien que bouddhiste, il était appelé Devanampiya, ce qui signifie "Aimé Des Dieux" en Pali. Dasharatha a repris ce titre religieux, ainsi que les pratiques bouddhistes.
Des inscriptions trouvées dans les grottes de Barabar (Ajivika) appellent Dasharatha "Devanampiya" et montrent que trois grottes ont été consacrées par lui peu de temps après sa montée sur le trône.

## Succession
Samprati, qui a succédé à Dasharatha, était, selon les Puranas, son fils, mais selon les sources bouddhistes et jaïns, le fils de Kunala et donc le frère de Dasharatha. Le lien de parenté entre les deux hommes n'est donc pas clair, bien que, de toute évidence, ils étaient des membres de la famille impériale étroitement liés.